# Royale-les-Eaux
Royale-les-Eaux, o più semplicemente Royale, è una immaginaria cittadina della costa francese ideata dallo scrittore britannico Ian Fleming come ambientazione per alcuni dei suoi romanzi aventi per protagonista James Bond. Conta più di 78.000 abitanti ma tutto il distretto supera i 128.900 abitanti.

## Aspetti geografici
Fleming colloca Royale nella costa settentrionale francese, in Normandia. Royale è un piccolo centro, simile a Deauville e Le Touquet, che deve la sua fama ai suoi celeberrimi stabilimenti balneari che nella stagione estiva, richiamano numerosi turisti da tutta la Francia. È caratterizzata da un clima mite durante tutto l'anno.

## Romanzi
James Bond raggiunge due volte Royale nei romanzi di Fleming. La prima durante le vicende di Casino Royale e successivamente all'inizio di Al servizio segreto di sua maestà. Entrambe le volte le visite a Royale segneranno i due più importanti capitoli della sua vita amorosa.

### Casino Royale
Bond giunge a Royale durante l'estate 1953, con il compito di battere al baccarat il banchiere del Partito Comunista Francese, noto come "Le Chiffre", colpevole di aver investito i soldi dei contribuenti in attività illecite che non gli hanno fornito alcun profitto. Località principali sono il Casino e il non distante hotel Splendide, dove alloggia Bond. Una villa poco distante dalla cittadina sarà teatro della feroce tortura ai danni di Bond; un alberghetto sulla costa sarà invece il luogo del suicidio di Vesper Lynd.

### Al Servizio Segreto di Sua Maestà
Bond, stanco di dare la caccia al fantasma di Ernst Stavro Blofeld e della SPECTRE, medita di lasciare il MI6 sulle strade vicine a Royale a bordo della sua Bentley quando una giovane alla guida di una Lancia Flaminia Zagato Spider lo supera e ingaggia con lui una gara di velocità. Quella donna è Teresa Draco, colei che diventerà la signora Bond. Royale fornisce la location per il primo incontro dei due, al celeberrimo casinò, e per il tentato suicidio di Tracy, sulla spiaggia non distante dalla promenade.

## Cinema
Nei due film che dovrebbero coinvolgere Royale-les-Eaux essa è sempre sostituita da altre città. In Agente 007 - Al servizio segreto di Sua Maestà del 1969, la Francia diventa Portogallo e così Royale diventa Estoril, nel casinò dell'Hotel Palacio, e Vinhas, con una piccola plaza de toros, quando James Bond dichiara il suo amore per Tracy, mentre la casa di Draco non è più a Marsiglia bensì in una città della Corsica. In Casino Royale del 2006, Royale e il suo casinò diventano montenegrini, mentre il suicidio di Vesper Lynd avviene a Venezia.